# HMS Harrier (J71)
«Харрієр» (англ. HMS Harrier (J71) — військовий корабель, тральщик типу «Гальсіон» Королівського військово-морського флоту Великої Британії часів Другої світової війни.
Тральщик «Харрієр» закладений 11 липня 1933 року на верфі John I. Thornycroft & Company у Вулстоні. 17 квітня 1934 року він був спущений на воду, а 9 листопада 1934 року увійшов до складу Королівських ВМС Великої Британії. Тральщик брав участь у бойових діях на морі в Другій світовій війні, переважно бився у Північній Атлантиці, супроводжував арктичні конвої, підтримував висадку морського десанту в Нормандії. За проявлену мужність та стійкість у боях бойовий корабель заохочений двома бойовими відзнаками.

## Історія

### 1941
28 вересня 1941 року корабель разом з есмінцями вийшов з однім з перших арктичних конвоїв — конвоєм QP 1 з Архангельська до Скапа-Флоу.
26 грудня 1941 року тральщик «Харрієр» узяв участь у проведенні спеціальної операції британських командос, під кодовою назвою операція «Анкліт» — рейд No. 12 Commando на Лофотенські острови за підтримки 22 кораблів та суден трьох флотів. У той час німецькі військовики переважно святкували наступне свято після Різдва — День подарунків. Протягом двох діб оперативна група флоту та командос утримували низку важливих об'єктів на островах, зокрема вивели з ладу 2 ворожі радіостанції та потопили декілька суден. За результатами рейду Гітлер був певен, що союзники розпочали вторгнення до Норвегії, й віддав наказ утримувати в країні значні сили та засоби.

### 1943
1 листопада 1943 року тральщик увійшов до складу сил ескорту, що супроводжували конвой RA 54A, який повертався з Радянського Союзу.